# Изабелла Фернанда де Бурбон
Изабелла Фернанда де Бурбон (18 мая 1821 — 9 мая 1897) — испанская инфанта по праву рождения. Она была дочерью Франсиско де Паула, родного брата короля Фердинанда VII, и Луизы Карлоты Бурбон-Сицилийской. Её отец приходился родным дядей её матери.

## Биография
В Париже инфанта познакомилась с польским графом Игнатием Гуровским. Отношения молодых людей имели скандальный характер, так как инфанта сбежала с Гуровским и тайно обвенчалась с ним. Семья Изабеллы Фернанды была против этого союза, но в конце концов, смирилась и молодой семье, обосновавшейся в Брюсселе было назначено ежегодное содержание. Гуровский получил титул гранда и был направлен Изабеллой II на дипломатическую работу ко двору Наполеона III.
У пары было восемь детей:
- Мария Луиза Гуровская и Бурбон (Брюссель, 1842 — Мадрид, 1877) замужем за Висенте Бельтраном де Лис и Деррет, имела потомство;
- Карлос, граф Гуровский (Брюссель, 1846 — Брюссель, 1846)
- Мария Изабелла Гуровская и Бурбон (Брюссель, 1847—1925) замужем за Чарльзом Аланом-Перкинсом, во втором браке за Хосе Мария Диаз-Мартин и Торнерия, от первого брака имела детей;
- Фернандо Гуровский и Бурбон, 1-й маркиз де Бондад.(Брюссель, 1848 — Аморебьета-Эчано, 1870-е) умер холостым и бездетным;
- Карлос Гуровский и Бурбон (1854—1856);
- Августо Гуровский и Бурбон (Мадрид, 1855).
- Луис Гуровский и Бурбон (Мадрид, 1856).
- Мария Кристина Гуровская и Бурбон, замужем за Бартоломео де Коста Маседо Гиральдес Барба де Менезес, имела потомство.